# العفاج (المضاربة والعارة)

تعديل مصدري - تعديل

العفاج هي إحدى قرى عزلة المضاربة بمديرية المضاربة والعارة التابعة لمحافظة لحج، بلغ تعداد سكانها 117 نسمة حسب تعداد اليمن لعام 2004.